# Quo Vadis (roman)
 Quo vadis? (polj. Quo vadis. Powieść z czasów Nerona) je povijesni roman poljskog književnika Henryka Sienkiewicza koji tematizira progone kršćana u Rimu pod Neronovom vladavinom kroz ljubavnu priču kršćanke Livije i patricija Marka, pisan pod utjecajem modernističke estetike i neoromantističkih strujanja.  Jedno je od najznačajnijih djela poljske književnosti. Objavljivan je u nastavcima u listovima Gazeta Polska, Czas i Dziennik Poznański u razdoblju između ožujka 1895. i veljače 1896. Iako je i u vrijeme nastajanja romana bio poznat i priznat pisac, već preveden na nekoliko europskih jezika, Sienkiewicz je romanom potvrdio status jednog od najpopularnijih europskih pisaca krajem 19. stoljeća. Uspjeh romana, ali i ostalih djela (Križara, Trilogije) priskrbio mu je 1905. Nobelovu nagradu za književnost.